# Ману Ґарсія (футболіст, 1998)
Ману Ґарсія (ісп. Manu García, нар. 2 січня 1998, Ов'єдо) — іспанський футболіст, півзахисник грецького клубу «Аріс».
Виступав, зокрема, за клуби «Манчестер Сіті» та «Спортінг» (Хіхон), а також національну збірну Іспанії.

## Клубна кар'єра
Народився 2 січня 1998 року в місті Ов'єдо.
У дорослому футболі дебютував 2015 року виступами за команду «Манчестер Сіті», в якій провів один сезон, взявши участь в одному матчі чемпіонату. 
Згодом з 2016 по 2019 рік грав у складі команд «Алавес», «НАК Бреда» та «Тулуза».
Своєю грою за останню команду привернув увагу представників тренерського штабу клубу «Спортінг» (Хіхон), до складу якого приєднався 2019 року. Відіграв за клуб з Хіхона наступні два сезони своєї ігрової кар'єри. Більшість часу, проведеного у складі хіхонського «Спортінга», був основним гравцем команди.
Протягом 2021—2022 років знову захищав кольори клубу «Алавес».
До складу клубу «Аріс» приєднався 2022 року. Станом на 24 липня 2023 року відіграв за клуб з Салонік 17 матчів в національному чемпіонаті.

## Виступи за збірні
У 2013 році дебютував у складі юнацької збірної Іспанії (U-16), загалом на юнацькому рівні взяв участь у 7 іграх, відзначившись одним забитим голом.
Протягом 2019–2021 років залучався до складу молодіжної збірної Іспанії. На молодіжному рівні зіграв у 10 офіційних матчах, забив 2 голи.
У 2021 році дебютував в офіційних матчах у складі національної збірної Іспанії.
| Дата     | Місто   | Господарі | Результат | Гості | Турнір           | Голи | Примітки |
| -------- | ------- | --------- | --------- | ----- | ---------------- | ---- | -------- |
| 8-6-2021 | Леганес | Іспанія   | 4 – 0     | Литва | товариський матч | -    |          |
| Усього   |         | Матчів    | 1         |       | Голів            | 0    |          |